# Puccinia tirolensis
Puccinia tirolensis är en svampart som beskrevs av Zwetko 1993. Puccinia tirolensis ingår i släktet Puccinia och familjen Pucciniaceae.   Inga underarter finns listade i Catalogue of Life.